# Paolo Serrao
Pour les articles homonymes, voir Serrão.
Paolo Serrao, né le 11 avril 1830 à Filadelfia (Calabre) et mort le 17 mars 1907 à Naples, est un compositeur et pédagogue italien.

## Biographie
Paolo Serrao est né le 11 avril 1830 à Filadelfia dans la province de Vibo Valentia en Calabre.
Il est élève de Saverio Mercadante au Conservatoire de Naples où il enseigne à partir de 1863.

## Œuvres

### Opéras
- Pergolesi, 19 juillet 1857, Naples
- La duchessa di Guisa, 6 décembre 1865, Naples
- Il figliuol prodigo, 23 avril 1868, Naples

### Oratorio
- Gli Ortonesi in Scio, 1869

### Symphonie funèbre
- Omaggio a Mercadante, 1871

### Passion
- Le tre ore d'agonia

## Sources

### Dictionnaires et encyclopédies
- Theodore Baker et Alain Pâris (trad. Marie-Stella Pâris), Dictionnaire biographique des musiciens, R. Laffont, 1995 (ISBN 2-221-90103-7, 978-2-221-90103-8 et 2-221-06510-7, OCLC 896013421, lire en ligne)